# Aéroport Depati Amir
L'aéroport Depati Amir (indonésien : Bandar Udara Depati Amir) (code IATA : PGK • code OACI : WIPK) (ancien code OACI: WIKK), aussi connu comme l'aéroport de Pangkal Pinang, est un aéroport desservant la ville de Pangkal Pinang, plus grande ville de l'île de Bangka et capitale de la province de Bangka-Belitung en Indonésie.
Son aérogare, équipée de 2 passerelles, peut accueillir 1 500 000 personnes par an.

## Situation
| Banda Aceh Denpasar Pangkal · Pinang Tanjung · Pandan Djakarta-Soekarno-Hatta Bengkulu Solo Semarang Pangkalan · Bun Palangkaraya Sampit Palu Djakarta-Halim Perdanakusuma Samarinda Malang Surabaya Balikpapan Ende Kupang Komodo Gorontalo Jambi Bandar Lampung Ambon Tarakan Ternate Manado Gunung · Sitoli Medan Wamena Biak Merauke Timika Jayapura Pekanbaru Batam Tanjung · Pinang Bau-Bau Banjarmasin Makassar Palembang Bandung Pontianak Ketapang Bima Lombok Manokwari Sorong Padang Yogyakarta |

## Compagnies aériennes et destinations
| Compagnies                         | Destinations                                                                   |
| ---------------------------------- | ------------------------------------------------------------------------------ |
| Citilink                           | Djakarta-S.-Hatta                                                              |
| Garuda Indonesia                   | Djakarta-S.-Hatta                                                              |
| Garuda Indonesia opéré par Explore | Palembang-M. Badaruddin II, Buluh Tumbang                                      |
| Lion Air                           | Djakarta-S.-Hatta, Palembang-M. Badaruddin II                                  |
| NAM Air                            | Bandung-H.-Sastranegara, Palembang-M. Badaruddin II, Buluh Tumbang, Yogyakarta |
| Sriwijaya Air                      | Djakarta-S.-Hatta, Palembang-M. Badaruddin II                                  |
| Susi Air                           | Singkep (Dabo) (en)                                                            |
| Wings Air                          | Batam-Hang Nadim, Buluh Tumbang                                                |

Édité le 14/04/2018

## Statistiques
Pour des raisons techniques, il est temporairement impossible d'afficher le graphique qui aurait dû être présenté ici.

Voir la requête brute et les sources sur Wikidata.
| Rang | Destinations   | Nombre de vols hebdomadaires | Compagnies                                          |
| ---- | -------------- | ---------------------------- | --------------------------------------------------- |
| 1    | Jakarta        | 83                           | Garuda Indonesia, Citilink, Lion Air, Sriwijaya Air |
| 2    | Palembang      | 14                           | Sriwijaya Air,Lion Air                              |
| 3    | Tanjung Pandan | 14                           | Sriwijaya Air,Lion Air                              |
| 4    | Batam          | 5                            | Wings Air                                           |